# Đặng Vũ Chính
Vũ Chính (12 tháng 11 năm 1928 – 3 tháng 1 năm 2022) là một sĩ quan cao cấp của Quân đội nhân dân Việt Nam, hàm Trung tướng, nguyên Tổng cục trưởng Tổng cục Tình báo, Quân đội nhân dân Việt Nam (Tổng cục 2). Ông tên thật là Đặng Văn Trung, bí danh khi hoạt động tình báo là Nguyễn Thanh, quê tại xã Cự Khê, huyện Thanh Oai, thành phố Hà Nội.

## Khen thưởng
- Huân chương Độc lập hạng Nhì;
- Huân chương Quân công hạng Nhì;
- Huân chương Chiến công hạng Nhất, Nhì, Ba;
- Huân chương Chiến công giải phóng hạng Ba;
- Huân chương Kháng chiến hạng Nhất;
- Huân chương Chiến thắng hạng Nhì;
- Huân chương Chiến sĩ Giải phóng hạng Nhất, Nhì, Ba;
- Huân chương Chiến công hạng Nhất của Vương quốc Campuchia.